# Парфеньевское сельское поселение
Парфе́ньевское се́льское поселе́ние — упразднённое муниципальное образование в Парфеньевском районе Костромской области. Административный центр — село Парфеньево.
Законом Костромской области от 26 апреля 2021 года № 77-7-ЗКО к 7 мая 2021 года упразднено в связи с преобразованием Парфеньевского района в Парфеньевский муниципальный округ.

## География
Парфеньевское сельское поселение располагается в центре Костромской области.

## История
Парфеньевское сельское поселение образовано 30 декабря 2004 года в соответствии с Законом Костромской области № 237-ЗКО, установлены статус и границы муниципального образования.
Законом Костромской области от 29 марта 2010 года № 601-4-ЗКО 13 апреля 2010 года были преобразованы, путём их объединения, Аносовское, Парфеньевское и Ширское сельские поселения — в Парфеньевское сельское поселение с административным центром в селе Парфеньево.
Законом Костромской области от 11 июля 2017 года № 271-6-ЗКО, 24 июля 2017 года были преобразованы, путём их объединения, Потрусовское и Парфеньевское сельские поселения — в Парфеньевское сельское поселение с административным центром в селе Парфеньево.

## Население
| 2008  | 2010  | 2012  | 2013  | 2014  | 2015  | 2016  |
| ----- | ----- | ----- | ----- | ----- | ----- | ----- |
| 3804  | ↘3428 | ↘3355 | ↘3340 | ↘3278 | ↘3259 | ↘3191 |
| 2017  | 2018  | 2019  | 2020  |       |       |       |
| ↘3116 | ↗3208 | ↘3126 | ↘3078 |       |       |       |

## Состав сельского поселения
| №  | Населённый пункт | Тип населённого пункта       | Население |
| -- | ---------------- | ---------------------------- | --------- |
| 1  | Аносово          | деревня                      | ↗127      |
| 2  | Антушево         | деревня                      | ↗1        |
| 3  | Анфимово         | деревня                      | →0        |
| 4  | Афонино          | деревня                      | ↗1        |
| 5  | Вахреньево       | деревня                      | →0        |
| 6  | Ворошилово       | деревня                      | →0        |
| 7  | Гашево           | деревня                      | →0        |
| 8  | Дьяково          | деревня                      | →0        |
| 9  | Ефимово          | деревня                      | →0        |
| 10 | Коняево          | деревня                      | →0        |
| 11 | Коробовское      | деревня                      | ↗2        |
| 12 | Котово           | деревня                      | →0        |
| 13 | Кукушкино        | деревня                      | ↗18       |
| 14 | Курьяново        | деревня                      | →0        |
| 15 | Лаптуново        | деревня                      | →0        |
| 16 | Ложково          | деревня                      | ↘64       |
| 17 | Малое Малыгино   | село                         | →0        |
| 18 | Мальгино         | село                         | ↘14       |
| 19 | Марьино          | деревня                      | →0        |
| 20 | Молодёжный       | посёлок                      | ↘1        |
| 21 | Нечаево          | деревня                      | ↘13       |
| 22 | Николо-Ширь      | село                         | ↗114      |
| 23 | Никулино         | деревня                      | ↗4        |
| 24 | Новосёлово       | посёлок                      | ↗35       |
| 25 | Осеево           | деревня                      | →0        |
| 26 | Павлово          | деревня                      | ↗11       |
| 27 | Паново           | деревня                      | ↗1        |
| 28 | Парфеньево       | село, административный центр | ↗2963     |
| 29 | Пересторона      | деревня                      | →0        |
| 30 | Погорелка        | деревня                      | →0        |
| 31 | Потрусово        | село                         | ↗189      |
| 32 | Починок-Федоров  | деревня                      | ↗5        |
| 33 | Прудовка         | деревня                      | →0        |
| 34 | Рищево           | деревня                      | →0        |
| 35 | Робцово          | деревня                      | →0        |
| 36 | Савачево         | деревня                      | →0        |
| 37 | Савино           | деревня                      | ↗1        |
| 38 | Свателово        | деревня                      | ↘3        |
| 39 | Сокирино         | деревня                      | ↘2        |
| 40 | Спицино          | деревня                      | ↗4        |
| 41 | Стрелица         | деревня                      | →0        |
| 42 | Трифоново        | деревня                      | →0        |
| 43 | Успенье          | село                         | ↗239      |
| 44 | Федюнино         | деревня                      | →0        |
| 45 | Федюшино         | деревня                      | ↗1        |
| 46 | Холм             | деревня                      | →0        |
| 47 | Шекурино         | деревня                      | ↗1        |

## Известные уроженцы
- Артемьев, Иван Николаевич  (1897—1983) — советский военно-технический деятель, генерал-майор. Родился на территории поселеня в ныне не существующей  деревне Вшивцево Архивировано 25 августа 2011 года..
- Гущин, Алексей Матвеевич  (1903—1977) — советский военно-морской деятель, контр-адмирал. Родился в деревне Федюшино.

### Карты
- Парфеньевское поселение на карте Wikimapia Архивная копия от 11 июня 2020 на Wayback Machine
- Лист карты O-38-XIV. Масштаб: 1 : 200 000. Состояние местности на 1982 год. Издание 1989 г.